# Nathan Fasten
Nathan Fasten est un zoologiste américain d’origine autrichienne, né le 4 décembre 1887 et mort le 19 septembre 1953.

## Biographie
Ses parents partent s’installer aux États-Unis d'Amérique en 1889. Le jeune Nathan est naturalisé américain en 1896. Il obtient un Bachelor of Science au College City de New York en 1910 puis son doctorat à l’université du Wisconsin en 1914.
Il dirige le département de biologie du Marshall College d’Huntington de 1910 à 1911, puis est assistant à l’institut de zoologie de l’université du Wisconsin de 1911 à 1914. De 1914 à 1920, il est professeur assistant de zoologie à l’université de Washington. Il se marie avec Frieda Mayer le 18 juin 1916 dont il aura trois enfants.
De 1920 à 1921, il est professeur-assistant de zoologie et de physiologie à l’Oregon State College, puis, toujours dans le même établissement, Fasten y dirige le département de zoologie de 1921 à 1945. Il participe de 1945 à 1950 à la Commission de contrôle de la pollution à Washington.
Il est notamment l’auteur de Origin Through Evolution (1929), Principles of Genetics and Eugenics (1935), Principles of General Zoölogy (1938), Introduction to General Zoölogy (1941) et de General Zoölogy Laboratory Outlines (1941).